# Пуй (комуна)
Пуй (рум. Pui) — комуна у повіті Хунедоара в Румунії. До складу комуни входять такі села (дані про населення за 2002 рік):
- Беєшть (288 осіб)
- Галац (512 осіб)
- Охаба-Понор (297 осіб)
- Понор (480 осіб)
- Пуй (793 особи) — адміністративний центр комуни
- Риу-Бербат (198 осіб)
- Рушор (346 осіб)
- Урік (318 осіб)
- Федері (339 осіб)
- Фізешть (419 осіб)
- Хобіца (205 осіб)
- Шерел (550 осіб)

Комуна розташована на відстані 265 км на північний захід від Бухареста, 42 км на південь від Деви, 145 км на південь від Клуж-Напоки, 147 км на схід від Тімішоари, 144 км на північний захід від Крайови.

## Населення
За даними перепису населення 2002 року у комуні проживали 4745 осіб.
Національний склад населення комуни:
| Національність | Кількість осіб | Відсоток |
| -------------- | -------------- | -------- |
| румуни         | 4624           | 97,4%    |
| цигани         | 81             | 1,7%     |
| угорці         | 29             | 0,6%     |
| українці       | 6              | 0,1%     |
| німці          | 3              | 0,1%     |
| словаки        | 1              | < 0,1%   |
| італійці       | 1              | < 0,1%   |

Рідною мовою назвали:
| Мова       | Кількість осіб | Відсоток |
| ---------- | -------------- | -------- |
| румунська  | 4704           | 99,1%    |
| угорська   | 22             | 0,5%     |
| циганська  | 9              | 0,2%     |
| українська | 6              | 0,1%     |
| німецька   | 2              | < 0,1%   |
| словацька  | 1              | < 0,1%   |
| італійська | 1              | < 0,1%   |

Склад населення комуни за віросповіданням:
| Релігія                             | Кількість осіб | Відсоток |
| ----------------------------------- | -------------- | -------- |
| православні                         | 4411           | 93,0%    |
| баптисти                            | 101            | 2,1%     |
| адвентисти                          | 100            | 2,1%     |
| римо-католики                       | 34             | 0,7%     |
| греко-католики                      | 34             | 0,7%     |
| бретрени                            | 27             | 0,6%     |
| п'ятдесятники                       | 8              | 0,2%     |
| реформати                           | 7              | 0,1%     |
| атеїсти                             | 3              | 0,1%     |
| лютерани (Аугсбурзького сповідання) | 1              | < 0,1%   |
| не релігійні                        | 1              | < 0,1%   |
| не вказали релігію                  | 1              | < 0,1%   |